# Apicia medusa
Apicia medusa är en fjärilsart som beskrevs av Druce 1892. Apicia medusa ingår i släktet Apicia och familjen mätare. Inga underarter finns listade i Catalogue of Life.